# Johann Kastner
Johann Kastner (ur. 1897, zm. ?) – zbrodniarz nazistowski, kapitan Wehrmachtu, członek załogi niemieckiego obozu koncentracyjnego Dachau.
Uczestnik I wojny światowej. Z zawodu był nauczycielem, członek NSDAP od 1933. W 1940 został powołany do Wehrmachtu i pełnił następnie służbę w Belgii, Holandii i Związku Radzieckim. W czerwcu 1944 Kastner został przydzielony do Waffen-SS i skierowany do służby w kompleksie obozowym Dachau. Pełnił początkowo służbę w podobozach Rothschweige (tu jako komendant) i Allach, a we wrześniu 1944 został dowódcą kompanii wartowniczej w kompleksie podobozów Kaufering. Był współodpowiedzialny za zbrodnie popełnione na więźniach Kaufering. Kastner zachęcał między innymi podległych mu strażników SS do maltretowania więźniów.
Za swoje zbrodnie został osądzony przez amerykański Trybunał Wojskowy w Dachau w procesie załogi Dachau (US vs. Johann Kastner i inni) w 1947. Wymierzono mu karę dożywotniego pozbawienia wolności.